# Statistiques de la Ligue1 Québec
 (avril 2020).
Si vous disposez d'ouvrages ou d'articles de référence ou si vous connaissez des sites web de qualité traitant du thème abordé ici, merci de compléter l'article en donnant les références utiles à sa vérifiabilité et en les liant à la section « Notes et références ».
Les statistiques de la Ligue1 Québec présentent différents données disponibles sur la Ligue1 Québec, anciennement Première ligue de soccer du Québec.
Le Palmarès liste les différents vainqueurs du championnat au fil des éditions. Le classement général présente le classement de toutes les clubs ayant participé à la Ligue1 Québec depuis sa création. Les statistiques et records présentent des données récoltées depuis le début du championnat en 2012.

## Palmarès

### Première ligue de soccer du Québec (2012-2022)
| Saison                  | Champion                    | Deuxième                | Écart | Clubs | Meilleur buteur                                         | Buts |
| ----------------------- | --------------------------- | ----------------------- | ----- | ----- | ------------------------------------------------------- | ---- |
| Championnat à 16 matchs |                             |                         |       |       |                                                         |      |
| 2012                    | FC Saint-Léonard            | FC L'Assomption         | 3     | 5     | Moojen (FC L'Assomption)                                | 16   |
| Championnat à 18 matchs |                             |                         |       |       |                                                         |      |
| 2013                    | CS Mont-Royal Outremont     | FC Saint-Léonard        | 1     | 7     | Moojen (FC L'Assomption)                                | 17   |
| Championnat à 20 matchs |                             |                         |       |       |                                                         |      |
| 2014                    | CS Longueuil                | FC Gatineau             | 6     | 6     | Moojen (FC L'Assomption)                                | 15   |
| Championnat à 18 matchs |                             |                         |       |       |                                                         |      |
| 2015                    | CS Mont-Royal Outremont (2) | Lakeshore SC            | 1     | 7     | Moojen (CS Mont-Royal Outremont)                        | 18   |
| 2016                    | CS Mont-Royal Outremont (3) | AS Blainville           | 7     | 7     | Mayard (AS Blainville) Moojen (CS Mont-Royal Outremont) | 21   |
| 2017                    | AS Blainville               | Dynamo de Québec        | 10    | 7     | Mayard (AS Blainville)                                  | 14   |
| Championnat à 21 matchs |                             |                         |       |       |                                                         |      |
| 2018                    | AS Blainville (2)           | CS Mont-Royal Outremont | 6     | 8     | Mayard (AS Blainville)                                  | 19   |
| Championnat à 16 matchs |                             |                         |       |       |                                                         |      |
| 2019                    | AS Blainville (3)           | CS Mont-Royal Outremont | 0     | 9     | Costa de Souza (CS Fabrose)                             | 13   |
| Championnat à 10 matchs |                             |                         |       |       |                                                         |      |
| 2020                    | AS Blainville (4)           | Ottawa South United     | 5     | 6     | Salter (AS Blainville)                                  | 8    |
| Championnat à 16 matchs |                             |                         |       |       |                                                         |      |
| 2021                    | CS Mont-Royal Outremont (4) | AS Blainville           | 6     | 9     | Saint-Simon (CS Mont-Royal Outremont)                   | 12   |
| Championnat à 22 matchs |                             |                         |       |       |                                                         |      |
| 2022                    | FC Laval                    | CS Saint-Laurent        | 4     | 12    | Kwemi (CS Saint-Laurent)                                | 19   |

### Ligue1 Québec (depuis 2023)
| Saison | Champion         | Deuxième         | Écart | Clubs | Meilleur buteur    | Buts |
| ------ | ---------------- | ---------------- | ----- | ----- | ------------------ | ---- |
| 2023   | CS Saint-Laurent | RS Beauport      | 10    | 12    | Sissoko (FC Laval) | 19   |
| 2024   | FC Laval         | CS-Saint Laurent | 2     | 11    | Viau (AS Laval)    | 12   |
| 2025   |                  |                  |       | 10    |                    |      |

### Clubs champions
| Rang | Clubs                   | Titre(s) | Année(s)               |
| ---- | ----------------------- | -------- | ---------------------- |
| 1    | AS Blainville           | 4        | 2017, 2018, 2019, 2020 |
| 1    | CS Mont-Royal Outremont | 4        | 2013, 2015, 2016, 2021 |
| 2    | FC Laval                | 1        | 2022, 2024             |
| 3    | CS Saint-Laurent        | 1        | 2023                   |
| 3    | CS Longueuil            | 1        | 2014                   |
| 3    | FC Saint-Léonard        | 1        | 2012                   |

## Classement général
Ce classement cumule les points et buts de tous les clubs ayant participé au championnat depuis sa création en 2012, jusqu'à la saison 2023. Ce classement souffre de plusieurs désavantages. Par exemple, le nombre de matchs jouées a varié de saisons en saisons depuis la création du championnat.
- Club actuellement en Ligue1 Québec
- Club disparu

| Rang | Club                                                               | Saisons | J   | G   | N  | P  | Bp  | Bc  | Diff | Points | Titres | 2e | 3e |
| ---- | ------------------------------------------------------------------ | ------- | --- | --- | -- | -- | --- | --- | ---- | ------ | ------ | -- | -- |
| 1    | AS Blainville                                                      | 12      | 213 | 114 | 38 | 61 | 441 | 279 | +162 | 380    | 4      | 2  | 3  |
| 2    | CS Mont-Royal Outremont                                            | 10      | 189 | 113 | 38 | 38 | 394 | 194 | +200 | 377    | 4      | 2  | 2  |
| 3    | CS Longueuil                                                       | 10      | 178 | 64  | 49 | 65 | 267 | 290 | -23  | 241    | 1      |    | 1  |
| 4    | FC Laval                                                           | 6       | 103 | 46  | 25 | 32 | 184 | 134 | +50  | 163    | 1      |    |    |
| 5    | CS Saint-Hubert                                                    | 7       | 123 | 45  | 22 | 56 | 183 | 221 | -38  | 157    |        |    |    |
| 6    | FC Gatineau                                                        | 7       | 129 | 38  | 29 | 62 | 159 | 226 | -67  | 143    |        | 1  | 1  |
| 7    | CS Lanaudière-Nord                                                 | 6       | 116 | 30  | 16 | 70 | 163 | 263 | -100 | 106    |        | 1  |    |
| 8    | CS Saint-Laurent                                                   | 2       | 44  | 34  | 2  | 8  | 126 | 46  | +80  | 104    | 1      | 1  |    |
| 9    | AS Laval                                                           | 4       | 76  | 24  | 15 | 37 | 98  | 118 | -20  | 87     |        |    |    |
| 10   | Dynamo de Québec                                                   | 3       | 55  | 23  | 16 | 16 | 84  | 76  | +8   | 85     |        | 1  | 1  |
| 11   | Royal-Sélect de Beauport                                           | 3       | 60  | 23  | 12 | 25 | 95  | 98  | -3   | 81     |        | 1  |    |
| 12   | align="left" Équipe réserve de l´Académie du Club de Foot Montréal | 2       | 44  | 24  | 6  | 14 | 76  | 55  | +21  | 78     |        |    |    |
| 13   | Celtix du Haut-Richelieu                                           | 4       | 68  | 20  | 15 | 33 | 96  | 136 | -40  | 75     |        |    | 2  |
| 14   | FC Saint-Léonard                                                   | 2       | 34  | 19  | 7  | 8  | 66  | 36  | +30  | 64     | 1      | 1  |    |
| 15   | Lakeshore SC                                                       | 2       | 36  | 17  | 11 | 8  | 61  | 42  | +19  | 62     |        | 1  | 1  |
| 16   | FC Lanaudière                                                      | 5       | 89  | 14  | 18 | 57 | 113 | 210 | -97  | 60     |        |    |    |
| 17   | FC Brossard                                                        | 2       | 34  | 15  | 5  | 14 | 58  | 59  | -1   | 50     |        |    | 1  |
| 18   | Ottawa South United                                                | 3       | 51  | 10  | 8  | 33 | 65  | 136 | -71  | 37     |        | 1  |    |
| 19   | Ottawa Fury FC Academy                                             | 2       | 36  | 10  | 2  | 24 | 43  | 70  | -27  | 32     |        |    |    |
| 20   | FC Boisbriand                                                      | 2       | 34  | 6   | 7  | 21 | 37  | 90  | -53  | 23     |        |    |    |
| 21   | ACP Montréal-Nord                                                  | 1       | 20  | 4   | 5  | 11 | 26  | 56  | -30  | 15     |        |    |    |

## Statistiques et records

### Bilan par club
| #  | Club                     | Nombre de saisons | Nombres de titres | Meilleur classement | Première saison | Dernière saison | Matchs joués |
| -- | ------------------------ | ----------------- | ----------------- | ------------------- | --------------- | --------------- | ------------ |
| 1  | AS Blainville            | 12                | 4                 | 1er                 | 2012            | en cours        | 213          |
| 2  | CS Mont-Royal Outremont  | 10                | 4                 | 1er                 | 2013            | en cours        | 189          |
| 3  | CS Longueuil             | 10                | 1                 | 1er                 | 2014            | en cours        | 178          |
| 4  | FC Gatineau              | 7                 | 0                 | 2e                  | 2013            | 2019            | 129          |
| 5  | CS Saint-Hubert          | 7                 | 0                 | 4e                  | 2017            | en cours        | 123          |
| 6  | CS Lanaudière-Nord       | 6                 | 0                 | 2e                  | 2012            | en cours        | 116          |
| 7  | FC Laval                 | 6                 | 1                 | 1er                 | 2018            | en cours        | 103          |
| 8  | FC Lanaudière            | 5                 | 0                 | 5e                  | 2016            | 2021            | 89           |
| 9  | AS Laval                 | 4                 | 0                 | 6e                  | 2019            | en cours        | 76           |
| 10 | Celtix du Haut Richelieu | 4                 | 0                 | 3e                  | 2020            | en cours        | 68           |
| 11 | Royal-Sélect de Beauport | 3                 | 0                 | 2e                  | 2021            | en cours        | 60           |
| 12 | Dynamo de Québec         | 3                 | 0                 | 2e                  | 2017            | 2019            | 55           |
| 13 | Ottawa South United      | 3                 | 0                 | 2e                  | 2020            | en cours        | 51           |
| 14 | CS Saint-Laurent         | 2                 | 0                 | 1er                 | 2022            | en cours        | 44           |
| 15 | CF Montréal rés.         | 2                 | 0                 | 5e                  | 2022            | en cours        | 44           |
| 16 | Lakeshore SC             | 2                 | 0                 | 2e                  | 2015            | 2016            | 36           |
| 17 | Ottawa Fury FC Academy   | 2                 | 0                 | 5e                  | 2015            | 2016            | 36           |
| 18 | FC Saint-Léonard         | 2                 | 1                 | 1er                 | 2012            | 2013            | 34           |
| 19 | FC Brossard              | 2                 | 0                 | 3e                  | 2012            | 2013            | 34           |
| 20 | FC Boisbriand            | 2                 | 0                 | 5e                  | 2012            | 2013            | 34           |
| 21 | ACP Montréal Nord        | 1                 | 0                 | 6e                  | 2014            | 2014            | 20           |

### Classements des dix dernières saisons
| Classement moyen | Club                     | 2014 | 2015 | 2016 | 2017 | 2018 | 2019 | 2020 | 2021 | 2022 | 2023 |
| ---------------- | ------------------------ | ---- | ---- | ---- | ---- | ---- | ---- | ---- | ---- | ---- | ---- |
| 1,50             | CS Saint-Laurent         | -    | -    | -    | -    | -    | -    | -    | -    | 2    | 1    |
| 2,33             | CS Mont-Royal Outremont  | 3    | 1    | 1    | 4    | 2    | 2    | -    | 1    | 4    | 3    |
| 2,50             | Lakeshore FC             | -    | 2    | 3    | -    | -    | -    | -    | -    | -    | -    |
| 2,6              | AS Blainvile             | 5    | 3    | 2    | 1    | 1    | 1    | 1    | 2    | 3    | 7    |
| 3,33             | Dynamo de Québec         | -    | -    | -    | 2    | 5    | 3    | -    | -    | -    | -    |
| 4,33             | FC Laval                 | -    | -    | -    | -    | 7    | 4    | 6    | 4    | 1    | 4    |
| 4,90             | CS Longueuil             | 1    | 4    | 5    | 3    | 4    | 8    | 5    | 6    | 5    | 8    |
| 5,33             | FC Gatineau              | 2    | 7    | 4    | 7    | 3    | 9    | -    | -    | -    | -    |
| 5,5              | CF Montréal rés.         | -    | -    | -    | -    | -    | -    | -    | -    | 6    | 5    |
| 5,57             | CS Saint-Hubert          | -    | -    | -    | 6    | 6    | 5    | 4    | 5    | 7    | 6    |
| 6,00             | RS Beauport              | -    | -    | -    | -    | -    | -    | -    | 8    | 8    | 2    |
| 6,00             | Ottawa Fury FC Academy   | -    | 5    | 7    | -    | -    | -    | -    | -    | -    | -    |
| 6,00             | ACP Montréal-Nord        | 6    | -    | -    | -    | -    | -    | -    | -    | -    | -    |
| 6,50             | Celtix du Haut-Richelieu | -    | -    | -    | -    | -    | -    | 3    | 3    | 10   | 10   |
| 7,00             | FC Lanaudière            |      |      | 6    | 5    | 8    | 7    | -    | 9    | -    | -    |
| 7,75             | AS Laval                 | -    | -    | -    | -    | -    | 6    | -    | 7    | 9    | 9    |
| 8,25             | CS Lanaudière-Nord       | 4    | 6    | -    | -    | -    | -    | -    | -    | 11   | 12   |
| 8,33             | Ottawa South United      | -    | -    | -    | -    | -    | -    | 2    | -    | 12   | 11   |

### Records
Cette section présente différents records liés à la ligue.

#### Records généraux

##### Buts
- Records de buts sur une saison (5 clubs): 175 buts lors de la saison 2012
- Records de buts sur une saison (6 clubs): 229 buts lors de la saison 2014
- Records de buts sur une saison (7 clubs): 218 buts lors de la saison 2015
- Records de buts sur une saison (8 clubs): 205 buts lors de la saison 2018
- Records de buts sur une saison (9 clubs): 275 buts lors de la saison 2021
- Records de buts sur une saison (12 clubs) 431 buts lors de la saison 2023

##### Discipline
- Plus grand nombre de cartons jaunes sur une saison : 608 cartons lors de la saison 2022
- Plus grand nombre de cartons rouges sur une saison : 58 cartons lors de la saison 2013

#### Clubs

##### Saisons
Plus grand nombre de saisons disputées en Première ligue: 12 saisons
- AS Blainville

Plus grand nombre de saisons consécutives en Première ligue: 12 saisons
- AS Blainville (de 2012 à 2020)

##### Titres
Plus grand nombre de titres: 4 titres
- AS Blainville
- CS Mont-Royal Outremont

Plus grand nombre de titres consécutifs: 4 titres
- AS Blainville (de 2017 à 2020)